# 12e étape du Tour d'Espagne 2020
Pour un article plus général, voir Tour d'Espagne 2020.
La 12e étape du Tour d'Espagne 2020 se déroule le dimanche 1er novembre 2020, de La Pola Llaviana à l'Alto de l'Angliru, sur une distance de 109,4 km.

## Résultats

### Classement de l'étape
| \| Classement de l'étape \| Classement de l'étape \| Classement de l'étape \| Classement de l'étape \| Classement de l'étape \| \| Coureur \| Coureur \| Pays \| Équipe \| Temps \| \| --------------------- \| --------------------- \| --------------------- \| ---------------------- \| --------------------- \| \| 1er \| Hugh Carthy \| Royaume-Uni \| EF Pro Cycling \| 3 h 08 min 40 s \| \| 2e \| Aleksandr Vlasov \| Russie \| Astana \| + 16 s \| \| 3e \| Enric Mas \| Espagne \| Movistar Team \| + 16 s \| \| 4e \| Richard Carapaz \| Équateur \| Ineos Grenadiers \| + 16 s \| \| 5e \| Primož Roglič \| Slovénie \| Jumbo-Visma \| + 26 s \| \| 6e \| Sepp Kuss \| États-Unis \| Jumbo-Visma \| + 26 s \| \| 7e \| Dan Martin \| Irlande \| Israel Start-Up Nation \| + 26 s \| \| 8e \| Wout Poels \| Pays-Bas \| Bahrain McLaren \| + 1 min 35 s \| \| 9e \| Michael Woods \| Canada \| EF Pro Cycling \| + 1 min 35 s \| \| 10e \| Felix Großschartner \| Autriche \| Bora-Hansgrohe \| + 2 min 15 s \| |                     |             |                        |                 |
| |                     |             |                        |                 |
| Source : ProCyclingStats |                     |             |                        |                 |
| Classement de l'étape |                     |             |                        |                 |
| Coureur | Coureur             | Pays        | Équipe                 | Temps           |
| 1er | Hugh Carthy         | Royaume-Uni | EF Pro Cycling         | 3 h 08 min 40 s |
| 2e | Aleksandr Vlasov    | Russie      | Astana                 | + 16 s          |
| 3e | Enric Mas           | Espagne     | Movistar Team          | + 16 s          |
| 4e | Richard Carapaz     | Équateur    | Ineos Grenadiers       | + 16 s          |
| 5e | Primož Roglič       | Slovénie    | Jumbo-Visma            | + 26 s          |
| 6e | Sepp Kuss           | États-Unis  | Jumbo-Visma            | + 26 s          |
| 7e | Dan Martin          | Irlande     | Israel Start-Up Nation | + 26 s          |
| 8e | Wout Poels          | Pays-Bas    | Bahrain McLaren        | + 1 min 35 s    |
| 9e | Michael Woods       | Canada      | EF Pro Cycling         | + 1 min 35 s    |
| 10e | Felix Großschartner | Autriche    | Bora-Hansgrohe         | + 2 min 15 s    |

### Points attribués pour le classement par points
| Sprint intermédiaire Figaredo (km 77) | Sprint intermédiaire Figaredo (km 77) | Sprint intermédiaire Figaredo (km 77) | Sprint intermédiaire Figaredo (km 77) | Sprint intermédiaire Figaredo (km 77) |
| ------------------------------------- | ------------------------------------- | ------------------------------------- | ------------------------------------- | ------------------------------------- |
|                                       | Coureur                               | Pays                                  | Équipe                                | Point(s)                              |
| 1er                                   | Guillaume Martin                      | France                                | Cofidis                               | 4                                     |
| 2e                                    | Pierre-Luc Périchon                   | France                                | Cofidis                               | 2                                     |
| 3e                                    | Ángel Madrazo                         | Espagne                               | Burgos-BH                             | 1                                     |
| modifier                              |                                       |                                       |                                       |                                       |

| Arrivée d'étape Alto de l'Angliru (km 109,4) | Arrivée d'étape Alto de l'Angliru (km 109,4) | Arrivée d'étape Alto de l'Angliru (km 109,4) | Arrivée d'étape Alto de l'Angliru (km 109,4) | Arrivée d'étape Alto de l'Angliru (km 109,4) |
| -------------------------------------------- | -------------------------------------------- | -------------------------------------------- | -------------------------------------------- | -------------------------------------------- |
|                                              | Coureur                                      | Pays                                         | Équipe                                       | Point(s)                                     |
| 1er                                          | Hugh Carthy                                  | Royaume-Uni                                  | EF Pro Cycling                               | 25                                           |
| 2e                                           | Aleksandr Vlasov                             | Russie                                       | Astana                                       | 20                                           |
| 3e                                           | Enric Mas                                    | Espagne                                      | Movistar                                     | 16                                           |
| 4e                                           | Richard Carapaz                              | Équateur                                     | Ineos Grenadiers                             | 14                                           |
| 5e                                           | Primož Roglič                                | Slovénie                                     | Jumbo-Visma                                  | 12                                           |
| 6e                                           | Sepp Kuss                                    | États-Unis                                   | Jumbo-Visma                                  | 10                                           |
| 7e                                           | Dan Martin                                   | Irlande                                      | Israel Start-Up Nation                       | 9                                            |
| 8e                                           | Wout Poels                                   | Pays-Bas                                     | Bahrain-McLaren                              | 8                                            |
| 9e                                           | Michael Woods                                | Canada                                       | EF Pro Cycling                               | 7                                            |
| 10e                                          | Felix Großschartner                          | Autriche                                     | Bora-Hansgrohe                               | 6                                            |
| 11e                                          | Mikel Nieve                                  | Espagne                                      | Mitchelton-Scott                             | 5                                            |
| 12e                                          | George Bennett                               | Nouvelle-Zélande                             | Jumbo-Visma                                  | 4                                            |
| 13e                                          | Alejandro Valverde                           | Espagne                                      | Movistar                                     | 3                                            |
| 14e                                          | Jonas Vingegaard                             | Danemark                                     | Jumbo-Visma                                  | 2                                            |
| 15e                                          | David de la Cruz                             | Espagne                                      | UAE Emirates                                 | 1                                            |
| modifier                                     |                                              |                                              |                                              |                                              |

### Points attribués pour le classement du meilleur grimpeur
| Alto del Padrún (km 29,3) 3e catégorie (3,0 km à 6,6%) | Alto del Padrún (km 29,3) 3e catégorie (3,0 km à 6,6%) | Alto del Padrún (km 29,3) 3e catégorie (3,0 km à 6,6%) | Alto del Padrún (km 29,3) 3e catégorie (3,0 km à 6,6%) | Alto del Padrún (km 29,3) 3e catégorie (3,0 km à 6,6%) |
| ------------------------------------------------------ | ------------------------------------------------------ | ------------------------------------------------------ | ------------------------------------------------------ | ------------------------------------------------------ |
|                                                        | Coureur                                                | Pays                                                   | Équipe                                                 | Point(s)                                               |
| 1er                                                    | Guillaume Martin                                       | France                                                 | Cofidis                                                | 3                                                      |
| 2e                                                     | Pierre-Luc Périchon                                    | France                                                 | Cofidis                                                | 2                                                      |
| 3e                                                     | Ángel Madrazo                                          | Espagne                                                | Burgos-BH                                              | 1                                                      |
| modifier                                               |                                                        |                                                        |                                                        |                                                        |

| Alto de Santo Emiliano (km 43) 3e catégorie (5,8 km à 4,9%) | Alto de Santo Emiliano (km 43) 3e catégorie (5,8 km à 4,9%) | Alto de Santo Emiliano (km 43) 3e catégorie (5,8 km à 4,9%) | Alto de Santo Emiliano (km 43) 3e catégorie (5,8 km à 4,9%) | Alto de Santo Emiliano (km 43) 3e catégorie (5,8 km à 4,9%) |
| ----------------------------------------------------------- | ----------------------------------------------------------- | ----------------------------------------------------------- | ----------------------------------------------------------- | ----------------------------------------------------------- |
|                                                             | Coureur                                                     | Pays                                                        | Équipe                                                      | Point(s)                                                    |
| 1er                                                         | Guillaume Martin                                            | France                                                      | Cofidis                                                     | 3                                                           |
| 2e                                                          | Pierre-Luc Périchon                                         | France                                                      | Cofidis                                                     | 2                                                           |
| 3e                                                          | Cameron Wurf                                                | Australie                                                   | Ineos Grenadiers                                            | 1                                                           |
| modifier                                                    |                                                             |                                                             |                                                             |                                                             |

| Alto de la Mozqueta (km 60,3) 1re catégorie (6,6 km à 8,4%) | Alto de la Mozqueta (km 60,3) 1re catégorie (6,6 km à 8,4%) | Alto de la Mozqueta (km 60,3) 1re catégorie (6,6 km à 8,4%) | Alto de la Mozqueta (km 60,3) 1re catégorie (6,6 km à 8,4%) | Alto de la Mozqueta (km 60,3) 1re catégorie (6,6 km à 8,4%) |
| ----------------------------------------------------------- | ----------------------------------------------------------- | ----------------------------------------------------------- | ----------------------------------------------------------- | ----------------------------------------------------------- |
|                                                             | Coureur                                                     | Pays                                                        | Équipe                                                      | Point(s)                                                    |
| 1er                                                         | Guillaume Martin                                            | France                                                      | Cofidis                                                     | 10                                                          |
| 2e                                                          | Pierre-Luc Périchon                                         | France                                                      | Cofidis                                                     | 6                                                           |
| 3e                                                          | Ángel Madrazo                                               | Espagne                                                     | Burgos-BH                                                   | 4                                                           |
| 4e                                                          | Davide Formolo                                              | Italie                                                      | UAE Emirates                                                | 2                                                           |
| 5e                                                          | Anthony Roux                                                | France                                                      | Groupama-FDJ                                                | 1                                                           |
| modifier                                                    |                                                             |                                                             |                                                             |                                                             |

| Alto del Cordal (km 88,2) 1re catégorie (5,4 km à 9,3%) | Alto del Cordal (km 88,2) 1re catégorie (5,4 km à 9,3%) | Alto del Cordal (km 88,2) 1re catégorie (5,4 km à 9,3%) | Alto del Cordal (km 88,2) 1re catégorie (5,4 km à 9,3%) | Alto del Cordal (km 88,2) 1re catégorie (5,4 km à 9,3%) |
| ------------------------------------------------------- | ------------------------------------------------------- | ------------------------------------------------------- | ------------------------------------------------------- | ------------------------------------------------------- |
|                                                         | Coureur                                                 | Pays                                                    | Équipe                                                  | Point(s)                                                |
| 1er                                                     | Guillaume Martin                                        | France                                                  | Cofidis                                                 | 10                                                      |
| 2e                                                      | Mattia Cattaneo                                         | Italie                                                  | Deceuninck-Quick Step                                   | 6                                                       |
| 3e                                                      | Luis León Sánchez                                       | Espagne                                                 | Astana                                                  | 4                                                       |
| 4e                                                      | Robert Gesink                                           | Pays-Bas                                                | Jumbo-Visma                                             | 2                                                       |
| 5e                                                      | Sepp Kuss                                               | États-Unis                                              | Jumbo-Visma                                             | 1                                                       |
| modifier                                                |                                                         |                                                         |                                                         |                                                         |

| \| Alto de l'Angliru (km 109,4) Hors Catégorie (12,4 km à 9,9%) \| Alto de l'Angliru (km 109,4) Hors Catégorie (12,4 km à 9,9%) \| Alto de l'Angliru (km 109,4) Hors Catégorie (12,4 km à 9,9%) \| Alto de l'Angliru (km 109,4) Hors Catégorie (12,4 km à 9,9%) \| Alto de l'Angliru (km 109,4) Hors Catégorie (12,4 km à 9,9%) \| \| ------------------------------------------------------------ \| ------------------------------------------------------------ \| ------------------------------------------------------------ \| ------------------------------------------------------------ \| ------------------------------------------------------------ \| \| \| Coureur \| Pays \| Équipe \| Point(s) \| \| 1er \| Hugh Carthy \| Royaume-Uni \| EF Pro Cycling \| 20 \| \| 2e \| Aleksandr Vlasov \| Russie \| Astana \| 15 \| \| 3e \| Enric Mas \| Espagne \| Movistar \| 10 \| \| 4e \| Richard Carapaz \| Équateur \| Ineos Grenadiers \| 6 \| \| 5e \| Primož Roglič \| Slovénie \| Jumbo-Visma \| 4 \| \| 6e \| Sepp Kuss \| États-Unis \| Jumbo-Visma \| 2 \| \| modifier \| \| \| \| \| |                  |             |                  |          |
| Alto de l'Angliru (km 109,4) Hors Catégorie (12,4 km à 9,9%) |                  |             |                  |          |
| | Coureur          | Pays        | Équipe           | Point(s) |
| 1er | Hugh Carthy      | Royaume-Uni | EF Pro Cycling   | 20       |
| 2e | Aleksandr Vlasov | Russie      | Astana           | 15       |
| 3e | Enric Mas        | Espagne     | Movistar         | 10       |
| 4e | Richard Carapaz  | Équateur    | Ineos Grenadiers | 6        |
| 5e | Primož Roglič    | Slovénie    | Jumbo-Visma      | 4        |
| 6e | Sepp Kuss        | États-Unis  | Jumbo-Visma      | 2        |
| modifier |                  |             |                  |          |

### Bonifications
|   | Coureur             | Pays    | Équipe    | Secondes |
| - | ------------------- | ------- | --------- | -------- |
| 1 | Guillaume Martin    | France  | Cofidis   | 3 s      |
| 2 | Pierre-Luc Périchon | France  | Cofidis   | 2 s      |
| 3 | Ángel Madrazo       | Espagne | Burgos-BH | 1 s      |

|   | Coureur          | Pays        | Équipe         | Secondes |
| - | ---------------- | ----------- | -------------- | -------- |
| 1 | Hugh Carthy      | Royaume-Uni | EF Pro Cycling | 10 s     |
| 2 | Aleksandr Vlasov | Russie      | Astana         | 6 s      |
| 3 | Enric Mas        | Espagne     | Movistar       | 4 s      |

## Classements à l'issue de l'étape

### Classement général
| \| Classement général \| Classement général \| Classement général \| Classement général \| Classement général \| \| Coureur \| Coureur \| Pays \| Équipe \| Temps \| \| ------------------ \| ------------------- \| ------------------ \| ---------------------- \| ------------------ \| \| 1er \| Richard Carapaz \| Équateur \| Ineos Grenadiers \| 48 h 29 min 27 s \| \| 2e \| Primož Roglič \| Slovénie \| Jumbo-Visma \| + 10 s \| \| 3e \| Hugh Carthy \| Royaume-Uni \| EF Pro Cycling \| + 32 s \| \| 4e \| Dan Martin \| Irlande \| Israel Start-Up Nation \| + 35 s \| \| 5e \| Enric Mas \| Espagne \| Movistar Team \| + 1 min 50 s \| \| 6e \| Wout Poels \| Pays-Bas \| Bahrain McLaren \| + 5 min 13 s \| \| 7e \| Felix Großschartner \| Autriche \| Bora-Hansgrohe \| + 5 min 30 s \| \| 8e \| Alejandro Valverde \| Espagne \| Movistar Team \| + 6 min 22 s \| \| 9e \| Aleksandr Vlasov \| Russie \| Astana \| + 6 min 41 s \| \| 10e \| Mikel Nieve \| Espagne \| Mitchelton-Scott \| + 6 min 42 s \| |                     |             |                        |                  |
| |                     |             |                        |                  |
| Source : ProCyclingStats |                     |             |                        |                  |
| Classement général |                     |             |                        |                  |
| Coureur | Coureur             | Pays        | Équipe                 | Temps            |
| 1er | Richard Carapaz     | Équateur    | Ineos Grenadiers       | 48 h 29 min 27 s |
| 2e | Primož Roglič       | Slovénie    | Jumbo-Visma            | + 10 s           |
| 3e | Hugh Carthy         | Royaume-Uni | EF Pro Cycling         | + 32 s           |
| 4e | Dan Martin          | Irlande     | Israel Start-Up Nation | + 35 s           |
| 5e | Enric Mas           | Espagne     | Movistar Team          | + 1 min 50 s     |
| 6e | Wout Poels          | Pays-Bas    | Bahrain McLaren        | + 5 min 13 s     |
| 7e | Felix Großschartner | Autriche    | Bora-Hansgrohe         | + 5 min 30 s     |
| 8e | Alejandro Valverde  | Espagne     | Movistar Team          | + 6 min 22 s     |
| 9e | Aleksandr Vlasov    | Russie      | Astana                 | + 6 min 41 s     |
| 10e | Mikel Nieve         | Espagne     | Mitchelton-Scott       | + 6 min 42 s     |

| Classement par points | Classement par points | Classement par points | Classement par points  | Classement par points |
| Coureur               | Coureur               | Pays                  | Équipe                 | Points                |
| --------------------- | --------------------- | --------------------- | ---------------------- | --------------------- |
| 1er                   | Primož Roglič         | Slovénie              | Jumbo-Visma            | 147 pts               |
| 2e                    | Richard Carapaz       | Équateur              | Ineos Grenadiers       | 104 pts               |
| 3e                    | Dan Martin            | Irlande               | Israel Start-Up Nation | 100 pts               |
| 4e                    | Hugh Carthy           | Royaume-Uni           | EF Pro Cycling         | 75 pts                |
| 5e                    | Guillaume Martin      | France                | Cofidis                | 74 pts                |
| 6e                    | Enric Mas             | Espagne               | Movistar Team          | 66 pts                |
| 7e                    | Felix Großschartner   | Autriche              | Bora-Hansgrohe         | 60 pts                |
| 8e                    | Aleksandr Vlasov      | Russie                | Astana                 | 57 pts                |
| 9e                    | Marc Soler            | Espagne               | Movistar Team          | 53 pts                |
| 10e                   | Michael Woods         | Canada                | EF Pro Cycling         | 52 pts                |

| Classement par points | Classement par points | Classement par points | Classement par points  | Classement par points |
| Coureur               | Coureur               | Pays                  | Équipe                 | Points                |
| --------------------- | --------------------- | --------------------- | ---------------------- | --------------------- |
| 1er                   | Primož Roglič         | Slovénie              | Jumbo-Visma            | 147 pts               |
| 2e                    | Richard Carapaz       | Équateur              | Ineos Grenadiers       | 104 pts               |
| 3e                    | Dan Martin            | Irlande               | Israel Start-Up Nation | 100 pts               |
| 4e                    | Hugh Carthy           | Royaume-Uni           | EF Pro Cycling         | 75 pts                |
| 5e                    | Guillaume Martin      | France                | Cofidis                | 74 pts                |
| 6e                    | Enric Mas             | Espagne               | Movistar Team          | 66 pts                |
| 7e                    | Felix Großschartner   | Autriche              | Bora-Hansgrohe         | 60 pts                |
| 8e                    | Aleksandr Vlasov      | Russie                | Astana                 | 57 pts                |
| 9e                    | Marc Soler            | Espagne               | Movistar Team          | 53 pts                |
| 10e                   | Michael Woods         | Canada                | EF Pro Cycling         | 52 pts                |

| Classement de la montagne | Classement de la montagne | Classement de la montagne | Classement de la montagne | Classement de la montagne |
| Coureur                   | Coureur                   | Pays                      | Équipe                    | Points                    |
| ------------------------- | ------------------------- | ------------------------- | ------------------------- | ------------------------- |
| 1er                       | Guillaume Martin          | France                    | Cofidis                   | 76 pts                    |
| 2e                        | Richard Carapaz           | Équateur                  | Ineos Grenadiers          | 30 pts                    |
| 3e                        | Sepp Kuss                 | États-Unis                | Jumbo-Visma               | 27 pts                    |
| 4e                        | Tim Wellens               | Belgique                  | Lotto-Soudal              | 22 pts                    |
| 5e                        | Hugh Carthy               | Royaume-Uni               | EF Pro Cycling            | 21 pts                    |
| 6e                        | Primož Roglič             | Slovénie                  | Jumbo-Visma               | 21 pts                    |
| 7e                        | Dan Martin                | Irlande                   | Israel Start-Up Nation    | 20 pts                    |
| 8e                        | Aleksandr Vlasov          | Russie                    | Astana                    | 18 pts                    |
| 9e                        | Michael Storer            | Australie                 | Team Sunweb               | 17 pts                    |
| 10e                       | Michael Woods             | Canada                    | EF Pro Cycling            | 16 pts                    |

| Classement de la montagne | Classement de la montagne | Classement de la montagne | Classement de la montagne | Classement de la montagne |
| Coureur                   | Coureur                   | Pays                      | Équipe                    | Points                    |
| ------------------------- | ------------------------- | ------------------------- | ------------------------- | ------------------------- |
| 1er                       | Guillaume Martin          | France                    | Cofidis                   | 76 pts                    |
| 2e                        | Richard Carapaz           | Équateur                  | Ineos Grenadiers          | 30 pts                    |
| 3e                        | Sepp Kuss                 | États-Unis                | Jumbo-Visma               | 27 pts                    |
| 4e                        | Tim Wellens               | Belgique                  | Lotto-Soudal              | 22 pts                    |
| 5e                        | Hugh Carthy               | Royaume-Uni               | EF Pro Cycling            | 21 pts                    |
| 6e                        | Primož Roglič             | Slovénie                  | Jumbo-Visma               | 21 pts                    |
| 7e                        | Dan Martin                | Irlande                   | Israel Start-Up Nation    | 20 pts                    |
| 8e                        | Aleksandr Vlasov          | Russie                    | Astana                    | 18 pts                    |
| 9e                        | Michael Storer            | Australie                 | Team Sunweb               | 17 pts                    |
| 10e                       | Michael Woods             | Canada                    | EF Pro Cycling            | 16 pts                    |

| Classement du meilleur jeune | Classement du meilleur jeune | Classement du meilleur jeune | Classement du meilleur jeune | Classement du meilleur jeune |
| Coureur                      | Coureur                      | Pays                         | Équipe                       | Temps                        |
| ---------------------------- | ---------------------------- | ---------------------------- | ---------------------------- | ---------------------------- |
| 1er                          | Enric Mas                    | Espagne                      | Movistar Team                | 48 h 31 min 17 s             |
| 2e                           | Aleksandr Vlasov             | Russie                       | Astana                       | + 4 min 51 s                 |
| 3e                           | David Gaudu                  | France                       | Groupama-FDJ                 | + 6 min 37 s                 |
| 4e                           | Georg Zimmermann             | Allemagne                    | CCC Team                     | + 32 min 59 s                |
| 5e                           | Kobe Goossens                | Belgique                     | Lotto-Soudal                 | + 41 min 14 s                |
| 6e                           | Gino Mäder                   | Suisse                       | NTT Pro Cycling              | + 42 min 08 s                |
| 7e                           | William Barta                | États-Unis                   | CCC Team                     | + 42 min 30 s                |
| 8e                           | Clément Champoussin          | France                       | AG2R La Mondiale             | + 1 h 09 min 47 s            |
| 9e                           | Andrea Bagioli               | Italie                       | Deceuninck-Quick Step        | + 1 h 12 min 25 s            |
| 10e                          | Juan Pedro López             | Espagne                      | Trek-Segafredo               | + 1 h 15 min 17 s            |

| Classement du meilleur jeune | Classement du meilleur jeune | Classement du meilleur jeune | Classement du meilleur jeune | Classement du meilleur jeune |
| Coureur                      | Coureur                      | Pays                         | Équipe                       | Temps                        |
| ---------------------------- | ---------------------------- | ---------------------------- | ---------------------------- | ---------------------------- |
| 1er                          | Enric Mas                    | Espagne                      | Movistar Team                | 48 h 31 min 17 s             |
| 2e                           | Aleksandr Vlasov             | Russie                       | Astana                       | + 4 min 51 s                 |
| 3e                           | David Gaudu                  | France                       | Groupama-FDJ                 | + 6 min 37 s                 |
| 4e                           | Georg Zimmermann             | Allemagne                    | CCC Team                     | + 32 min 59 s                |
| 5e                           | Kobe Goossens                | Belgique                     | Lotto-Soudal                 | + 41 min 14 s                |
| 6e                           | Gino Mäder                   | Suisse                       | NTT Pro Cycling              | + 42 min 08 s                |
| 7e                           | William Barta                | États-Unis                   | CCC Team                     | + 42 min 30 s                |
| 8e                           | Clément Champoussin          | France                       | AG2R La Mondiale             | + 1 h 09 min 47 s            |
| 9e                           | Andrea Bagioli               | Italie                       | Deceuninck-Quick Step        | + 1 h 12 min 25 s            |
| 10e                          | Juan Pedro López             | Espagne                      | Trek-Segafredo               | + 1 h 15 min 17 s            |

| Classement par équipes | Classement par équipes | Classement par équipes | Classement par équipes |
| Équipe                 | Équipe                 | Pays                   | Temps                  |
| ---------------------- | ---------------------- | ---------------------- | ---------------------- |
| 1re                    | Movistar Team          | Espagne                | 145 h 16 min 13 s      |
| 2e                     | Jumbo-Visma            | Pays-Bas               | + 1 min 29 s           |
| 3e                     | Astana                 | Kazakhstan             | + 26 min 39 s          |
| 4e                     | UAE Team Emirates      | Émirats arabes unis    | + 47 min 06 s          |
| 5e                     | Mitchelton-Scott       | Australie              | + 48 min 46 s          |
| 6e                     | Cofidis                | France                 | + 1 h 10 min 29 s      |
| 7e                     | Ineos Grenadiers       | Royaume-Uni            | + 1 h 48 min 18 s      |
| 8e                     | Groupama-FDJ           | France                 | + 2 h 12 min 20 s      |
| 9e                     | CCC Team               | Pologne                | + 2 h 14 min 44 s      |
| 10e                    | EF Pro Cycling         | États-Unis             | + 2 h 18 min 55 s      |

| Classement par équipes | Classement par équipes | Classement par équipes | Classement par équipes |
| Équipe                 | Équipe                 | Pays                   | Temps                  |
| ---------------------- | ---------------------- | ---------------------- | ---------------------- |
| 1re                    | Movistar Team          | Espagne                | 145 h 16 min 13 s      |
| 2e                     | Jumbo-Visma            | Pays-Bas               | + 1 min 29 s           |
| 3e                     | Astana                 | Kazakhstan             | + 26 min 39 s          |
| 4e                     | UAE Team Emirates      | Émirats arabes unis    | + 47 min 06 s          |
| 5e                     | Mitchelton-Scott       | Australie              | + 48 min 46 s          |
| 6e                     | Cofidis                | France                 | + 1 h 10 min 29 s      |
| 7e                     | Ineos Grenadiers       | Royaume-Uni            | + 1 h 48 min 18 s      |
| 8e                     | Groupama-FDJ           | France                 | + 2 h 12 min 20 s      |
| 9e                     | CCC Team               | Pologne                | + 2 h 14 min 44 s      |
| 10e                    | EF Pro Cycling         | États-Unis             | + 2 h 18 min 55 s      |

## Prix de la Combativité
- Guillaume Martin  (Cofidis)

## Abandons
Aucun abandon.